# Vilayet de Fès
 (décembre 2021).
La Vilayet de Fès (en turc ottoman : Fas vilâyetini) est le nom historiographique donné pour décrire les revendications et l'influence ottomanes sur le Maroc à la fin du XVIe siècle. Le terme se retrouve notamment dans un texte expédié le 30 juin 1576 par le sultan ottoman.
En effet, l'Empire ottoman intervient dans différentes querelles dynastiques au Maroc, notamment par le biais de la régence d'Alger, envahissant à deux reprises Fès. Une première fois brièvement avec une occupation courte en 1554 sous prétexte de restaurer un prétendant wattasside sur le trône. Les troupes de Salah Rais entrent victorieuses à Fès dans la nuit du 7 au 8 janvier 1554 et installent aussitôt le wattasside Bou Hassoun comme souverain, en tant que vassal du sultan ottoman,. Une seconde invasion turque a lieu en 1576 à la suite de la bataille d'Al-Rukn. 
L'historiographie ottomane insiste dès lors sur la khutba dite au nom du sultan Murad, ainsi que la frappe de la monnaie en son nom. Autrement dit le Maroc serait devenu une dépendance ou protectorat ottoman. Ces deux informations sont relatives étant donné qu'il ne peut être assuré que la khutba ait été prononcée au nom du calife ottoman dans tout le Maroc et que des exemplaires de monnaie faisant référence uniquement aux chérifs saadiens ont existé.
Dans les missives entre le sultan ottoman Mûrad et le chérif Ahmed Al Mansour, Mûrad désigne son correspondant par les titres de « hakim » et « émir » de Marrakech et de Fès auquel il fait remarquer qu'il est le « khalife » qui le protège contre le « tyran de Castille ». 
Dans une copie d'une lettre écrite à un caïd de Tetouan, dont il n'existe qu'une copie traduite en espagnol, Abdelmelik se présente comme « serviteur du Grand Seigneur Suleiman, et roi de Fès, Marrakech, Souss et Taroudant ».
La première partie de cette titulature qui fait référence à l'Empire ottoman disparait dans des correspondances ultérieures sous le règne de Abdelmelik . Elle est devenue futile car ce dernier conforte son autorité sans avoir recours à l'aide algéro-ottomane. 